# Francisco Martínez Neri
Francisco Martínez Neri (San Andrés Zautla, Oaxaca; 1 de junio de 1953). Es un académico y político mexicano, miembro del partido Movimiento Regeneración Nacional; ha desempeñado entre otros cargos el de rector de la Universidad Autónoma Benito Juárez de Oaxaca, diputado local en el Congreso de Oaxaca, secretario de las Culturas y Artes del Estado de Oaxaca y diputado federal de 2015 a 2018.

## Carrera profesional
Es contador público y licenciado en Derecho, egresado de la UABJO, tiene además especializaciones en Derecho Fiscal y maestría en Contribuciones y en Educación Superior. Sus primeros cargos públicos fueron en áreas de auditoría de la Secretaría de Hacienda y Crédito Público y luego fue auditor interno de la Delegación Oaxaca-Chiapas del Instituto del Fondo Nacional de la Vivienda para los Trabajadores (INFONAVIT).
De 1980 a 1983 fue maestro en el Instituto Tecnológico de Oaxaca y desde 1985 es catedrático en la Universidad Autónoma Benito Juárez de Oaxaca, en la que además ha sido Consejero Universitario, Director de la Facultad de Contaduría y Administración de 2001 a 2004 y rector de la Universidad de 2004 a 2008.

## Carrera política
Electo diputado Local al Congreso de Oaxaca en 2013 en representación del Distrito 1, fue presidente de la comisión de Presupuesto y Programación. Secretario de las culturas del estado de Oaxaca se separó del cargo en 2015 al ser postulado candidato del PRD a diputado federal por el distrito 08 Federal del Estado de Oaxaca, resultado electo a la LXIII Legislatura de 2015 a 2018.
El 26 de agosto del mismo año, la bancada del PRD en la cámara lo eligió como su coordinador parlamentario.
Ocupando el máximo cargo dentro de la cámara de diputados federal presidiendo la Junta de Coordinación política JUCOPO por un año.
El 22 de mayo de 2018 solicita un permiso por tiempo indefinido renunciando al PRD y su suplente Heriberto Varela Colmenares perredista asume el cargo por ese tiempo. La renuncia tuvo como objetivo el acompañar y hacer proselitismo a favor del candidato a la presidencia de la República por MORENA, el 2 de julio un día después de la elección donde AMLO obtiene el triunfo histórico retorna a la cámara de diputados como un diputado sin bancada (sin partido).  
En 2021, se postula por MORENA para presidente municipal de Oaxaca de Juárez. Neri ganó las elecciones por el 41.16% de los votos.
En 2024, Neri se vuelve a postular por presidente municipal de Oaxaca de Juárez.